# Demodulátor
Demodulátor je zařízení určené k demodulaci modulovaného signálu, který je přenášen analogovým přenosovým prostředkem, např. elektromagnetické (radiové) vlny, elektrický signál v koaxiálním kabelu, kroucené dvojlince atd. Demodulace se používá v přijímačích pro demodulaci přenášeného signálu a získání původního užitečného (modulačního) signálu (viz modulace).
Charakter demodulátoru se liší podle typu modulace a typu přenosového prostředku. U modemu se používá číslicový demodulátor, u obyčejné krystalky nebo superhetu to je analogový elektrický obvod. U moderních rozhlasových, televizních přijímačů pro příjem analogového vysílání a moderních radioamatérských přijímačů se stále častěji používá číslicová demodulace přijímaného signálu, kdy se signál v mezifrekvenčním obvodu vzorkuje analogově-číslicovým převodníkem a dál se signál zpracovává v číslicových obvodech.

## Amplitudová modulace
U amplitudové modulace (AM) je k demodulaci určen speciální VF usměrňovač sloužící jako detektor (demodulátor) v radiových přijímačích elektromagnetických vln přenášejících užitečný modulovaný signál. V demodulačních usměrňovačích se užívají zejména diody s malou kapacitou (hrotová dioda, Schottkyho dioda).